# Sandberg (Steigerwald)
Der Sandberg ist ein 481 m ü. NHN hoher Berg im Steigerwald. Er liegt im östlichen Teil des Landkreises Kitzingen in Unterfranken.

## Geographische Lage
Der Sandberg ist etwas höher als die benachbarten Höhenzüge wie zum Beispiel Roßberg (477 m), Schießberg (455 m) oder Eulenberg (404 m). Der Berg liegt in der Gemeinde Castell. Nördlich des Berges befindet sich der Ort Wüstenfelden, am Westhang der Reichertsbrunnen.

## Windkraft
Auf dem Sandkopf wurde die Errichtung von Windkraftanlagen kontrovers diskutiert und von Teilen der Bevölkerung im Hinblick auf Natur- und Landschaftsschutz sowie negativer Auswirkungen auf den Tourismus abgelehnt.